# Raión de Slovianoserbsk
Slovianoserbsk (en ucraniano: Слов'яносербський район) es un antiguo raión o distrito de Ucrania en el óblast de Lugansk. La capital fue la ciudad de Slovianoserbsk.
Comprende una superficie de 1113 km².

## Demografía
Según estimación 2010 contaba con una población total de 56379 habitantes.

## Otros datos
El código KOATUU es 4424500000. El código postal 93700 y el prefijo telefónico +380 6473.